# 文茲克冰川
75°0′S 134°24′W / 75.000°S 134.400°W
文茲克冰川（英語：Venzke Glacier）是南極洲的冰川，位於瑪麗伯德地，流經鮑耶丘和佩里山脈，最終注入蓋茨冰架，在1940年由美國研究隊發現和拍攝空中照片。